# Proxy ARP
Proxy ARP — это техника, с помощью которой прокси-сервер в данной сети отвечает на запросы протокола разрешения адресов (ARP) для IP-адреса, который не находится в этой сети. Прокси-сервер знает о местоположении места назначения трафика и предлагает свой собственный MAC-адрес в качестве (якобы конечного) места назначения. Трафик, направленный на адрес прокси-сервера, затем обычно направляется прокси-сервером к месту назначения через другой интерфейс или через туннель.

## Принцип работы
Маршрутизатор, имеющий несколько интерфейсов (физических, или виртуальных, таких, как туннель или VLAN-субинтерфейс), может отвечать на ARP-запросы в одном сегменте сети ARP-ответами узла из другого сегмента сети. При этом все узлы первой сети начинают считать, что указанный узел находится в одном сегменте сети с ними, и направляют трафик (при необходимости) этому узлу локально (без использования MAC-адреса шлюза). Маршрутизатор же, ожидая трафик для «транслируемого» MAC-адреса, «слышит» его и передаёт узлу с соответствующим MAC-адресом в другой сегмент сети.

## Применение
Основным применением является возможность имитации присутствия узла из одного канального сегмента сети в другом. В частности, для объединения в единый канальный сегмент нескольких сетей, возможно, находящихся на значительных расстояниях друг от друга. Это, в частности, означает, что пользователи последовательных (PPP) соединений, таких, как модемы, смогут присоединиться к нужному канальному сегменту.
Вторым существенным применением является использование для протоколов, обеспечивающих резервирование, таких как CARP, VRRP.
Третье применение связано с узлами, у которых неверно настроена маска сети; такие узлы при связи с другими узлами сети не посылают кадры шлюзу, а пытаются распознать MAC-адрес узла с использованием ARP (так как считают, что искомый узел находится в одной с ними подсети)